# DAF YBZ-3300

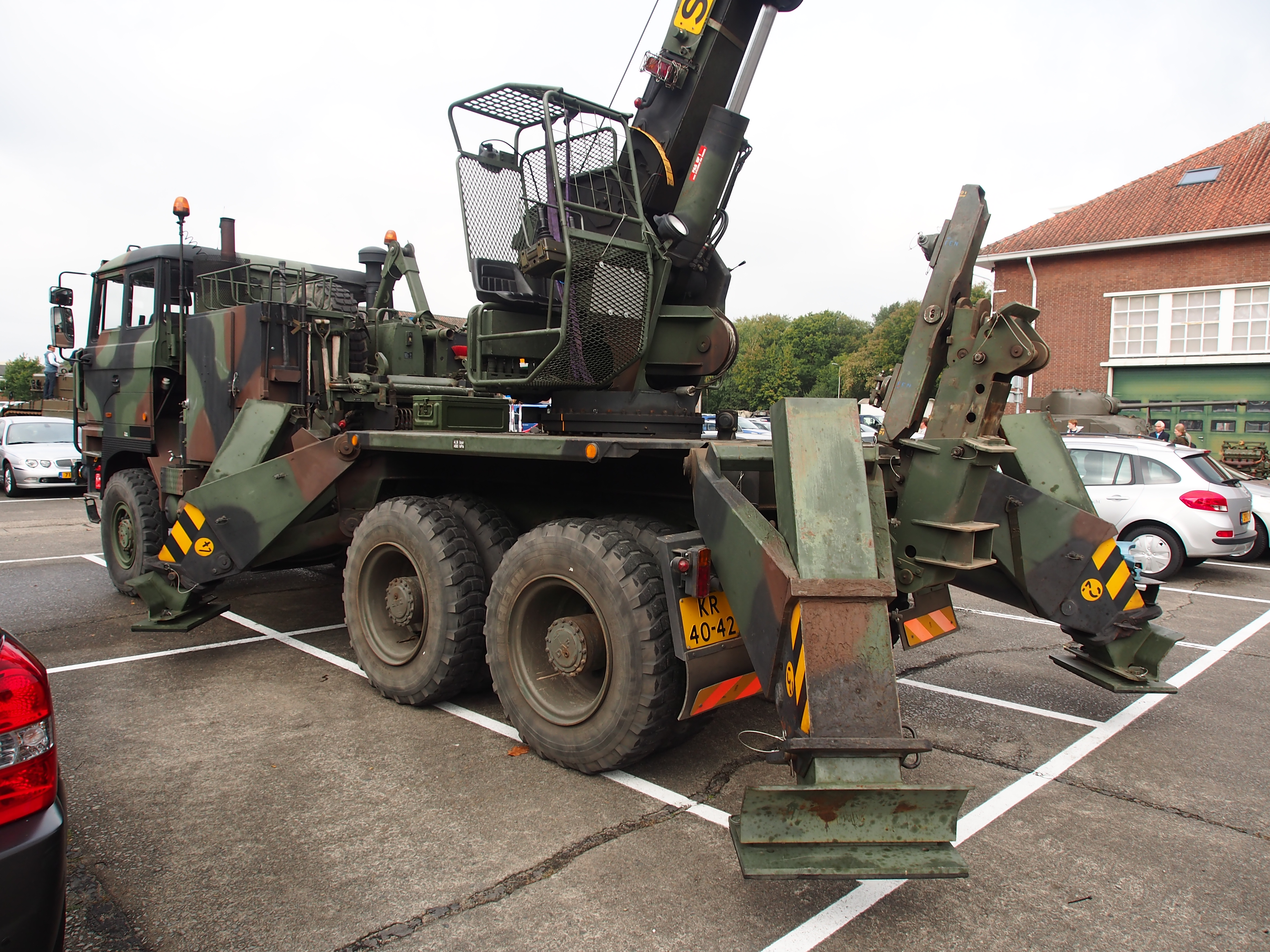
Rückansicht des Fahrzeugs bei aufgerichtetem Bergekran

Der DAF YBZ-3300 war ein schwerer militärischer Lkw mit Allradantrieb, den DAF für die niederländischen Streitkräfte als Nachfolger des DAF YA-616 produzierte. Das Fahrzeug wurde für den Transport von Radfahrzeugen mit gleichem oder geringerem Gewicht genutzt und von allen Gattungen der niederländischen Streitkräfte verwendet.

## Geschichte
Der YBZ-3300 stammt von der zivilen Baureihe DAF FA 1700/1900/2100/2300/2500/2700 ab.
1989 erteilte das niederländische Verteidigungsministerium DAF einen Auftrag für 255 Bergefahrzeug-LKW des Typs DAF YBZ-3300, mit einer zusätzlichen Option von 30 Stück. Diese sollten die bereits 20 bis 30 Jahre im Einsatz dienenden YB-616 und YB-626 ersetzen. Mitte 1986 hatte DAF zwei Prototypen für einen Testzeitraum von 18 Monaten an die niederländische königliche Armee geliefert, welche dort mit Zufriedenheit getestet wurden. Der Liefervertrag war über 150 Millionen Dollar wert – die Fahrzeuge wurden in den frühen 1990er-Jahren geliefert.

## Technische Daten
Die maximale Hubkraft eines Krans beträgt 8,4 Tonnen. Neben dem Kran ist auch eine Bergungsseilwinde und eine Hilfswinde angebracht. Vier Hydraulikzylinder falten sich nach unten beim Heben schwerer Lasten.
- Motor: 6-Zylinder, OHV, flüssigkeitsgekühlt
- Motortyp: DAF DKX 1160
- Leistung: 260 kW oder 337 PS
- Antriebsformel: 6×6
- Gewicht: 21.870 kg
- Länge: 9,05 m
- Breite: 2,50 m
- Höhe: 3,55 m

Im Krieg in Afghanistan (2005–2011) wurde eine Reihe von YBZ mit einem gepanzerten Führerhaus ausgestattet.